# Dracaena cristula
Dracaena cristula är en sparrisväxtart som beskrevs av William Bull. Dracaena cristula ingår i släktet dracenor, och familjen sparrisväxter. Inga underarter finns listade i Catalogue of Life.